# رایلی ۲۲۷۴۰
سیارک ۲۲۷۴۰ (به انگلیسی: 22740 Rayleigh، نامگذاری:1998SX146) بیست و دو هزار و هفتصد و چهلمین سیارک کشف شده‌است که در ۲۰ سپتامبر ۱۹۹۸ کشف شد.
قدر مطلق سیارک برابر ۳۰.۹ است.